# إدوين دودغ
إدوين دودغ (بالإنجليزية: Edwin Dodge) هو مهندس معماري أمريكي، ولد في 1874، وتوفي في 1938.

## معرض صور

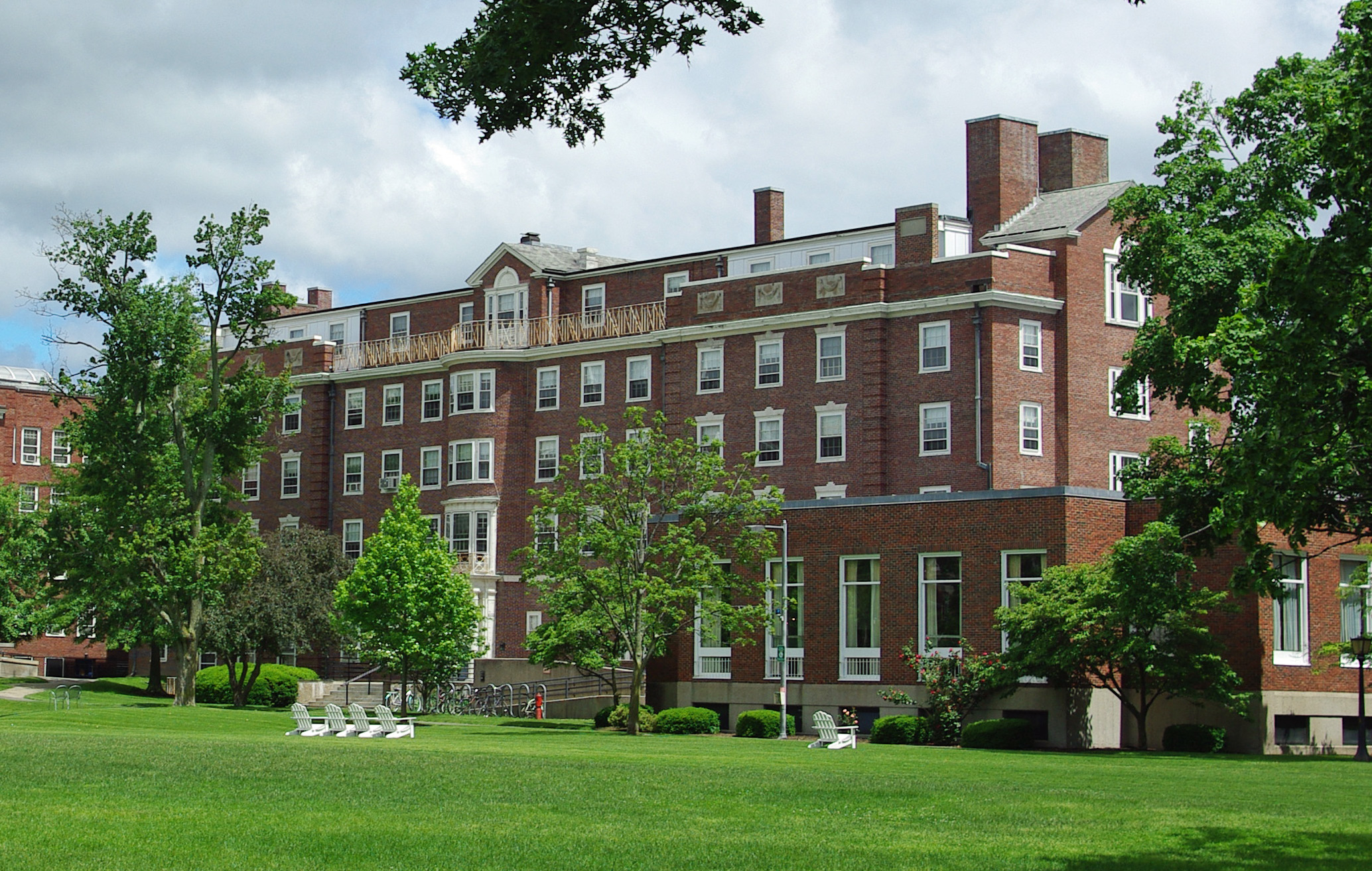
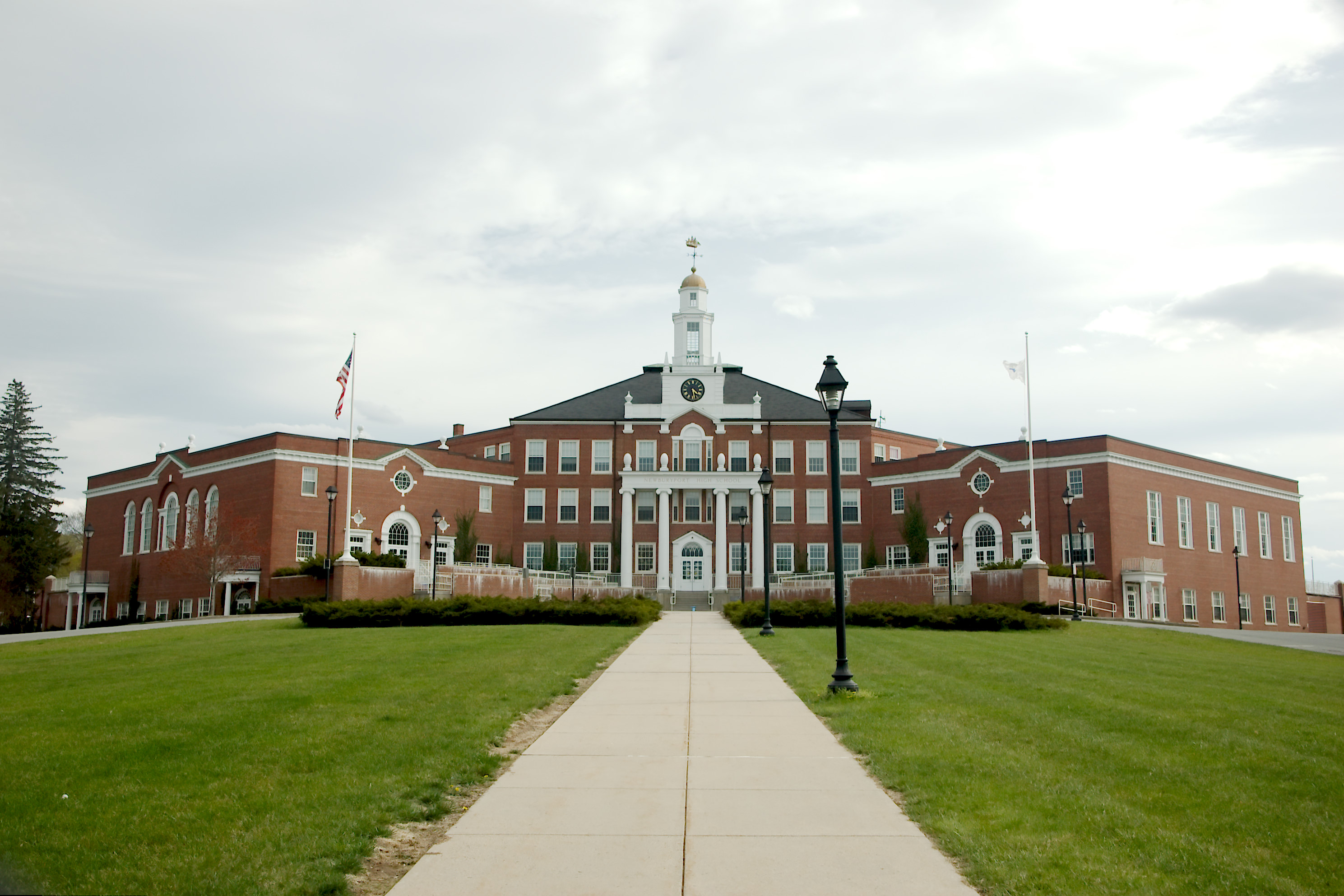
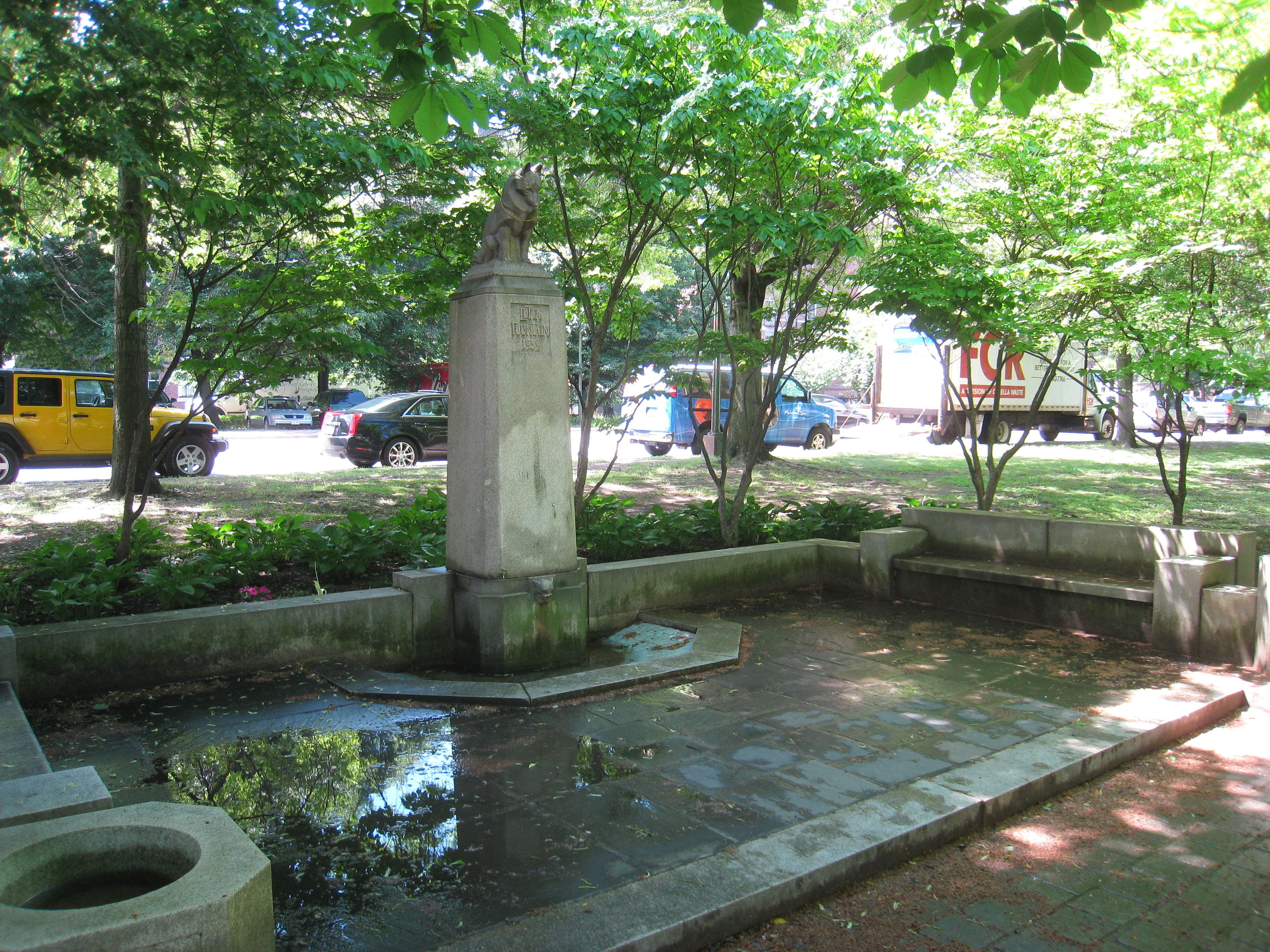
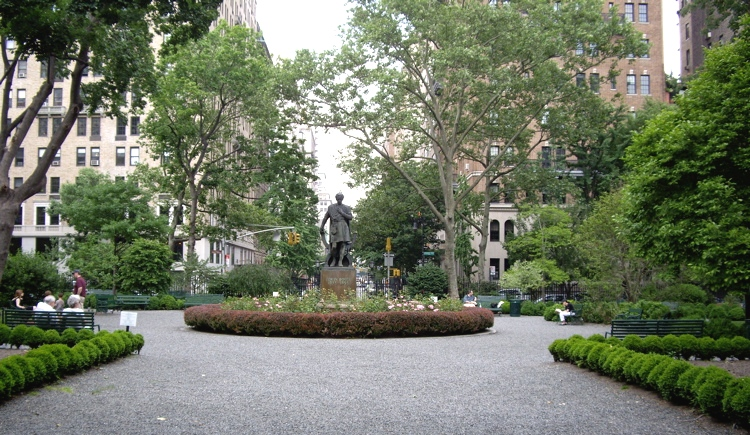